# ジョルジュ・ツィピーヌ
ジョルジュ・サムエル・ツィピーヌ（Georges Samuel Tzipine, 1907年6月22日 - 1987年12月8日）は、フランス出身の指揮者、作曲家。本名はジョルジュ・サムイロヴィチ・ツィピン(George Samuilovich Tsypin)。
パリのロシア人の家に生まれる。両親共にユダヤ系。
パリ音楽院でヴァイオリンを専攻し、1926年に卒業してヴァイオリニストとして活動した。また卒業時よりゴーモンの映画音楽の仕事もこなし、いくつかの映画音楽も作曲していたが、レイナルド・アーンに指揮法を師事して1931年より指揮者として活動するようになった。
1941年にカンヌのカジノで指揮者を務め、ローラン・プティ・バレエ団やパリ音楽院管弦楽団などに共演を重ねた。
1960年から1965年までメルボルン交響楽団の首席指揮者を務めた後は、母校で後進の指導に専念した。